# Јоргос Дијамантис
Јоргос Дијамантис (грч. Γεώργιος Διαμαντής) је био грчки стрелац, учесник првих Олимпијских игара 1896. у Атини.
Диамантис се такмичио у две дисциплине гађања пушком. У првој дисциплини гађања из војничке пушке заузео је седмо место резултатом 1.456 кругова. Резултат и пласман у другој дисциплини са пушком сдободног избора је непознат, осим да што се зна да није освојио медаљу.